# Korsholm
Korsholm este o comună din Finlanda.